# 이인면
이인면(利仁面)은 대한민국 충청남도 공주시의 면이다. 넓이는 62.95km2이고, 인구는 2009년 기준으로 1,724세대, 4,167명이다. 서쪽으로는 우성면과 청양군 목면, 동쪽으로는 계룡면과 논산시 노성면, 남쪽으로는 탄천면, 북쪽으로 금학동과 접해 있다.

## 개요
이인면에서 ‘이인’이란 지세가 ‘배’처럼 생겼다고 해서 지어진 이름이다. 마을 앞 하천이 반대 방향으로 흐르고, 그 위에 배가 떠 있는 형국으로 마을 가운데 있는 500년된 은행나무가 배의 돛대 역할을 한다는 뜻으로 지어졌다.

## 연혁
- 백제시대 : 웅천관할 지역에 속했다.
- 신라시대 : 웅천관할 지역에 속했다.
- 고려시대 : 공주목의 관할지역이었다.
- 조선시대 : 목동면으로 개칭되고 48개리를 관할하였다.
- 1914년 : 반탄면 일부를 편입하였다.
- 1915년 : 목동리에서 이인리로 면 청사를 이전하였다.

1914년의 행정구역과 현재의 행정구역 비교
| 1914년          | 1914년                                                                                         | 현재          | 현재                                                                                           |
| --------------- | ---------------------------------------------------------------------------------------------- | ------------- | ---------------------------------------------------------------------------------------------- |
| 면              | 리                                                                                             | 시·구·면      | 리                                                                                             |
| 목동면 (木洞面) | 구암리, 달산리, 만수리, 목동리, 발양리, 산의리, 신흥리, 오룡리, 용성리, 이인리, 주봉리, 초봉리 | 공주시 이인면 | 구암리, 달산리, 만수리, 목동리, 발양리, 산의리, 신흥리, 오룡리, 용성리, 이인리, 주봉리, 초봉리 |
| 목동면 (木洞面) | 오곡리, 태봉리                                                                                 | 공주시        | 오곡동, 태봉동                                                                                 |

- 1938년 : 주외면 검상, 봉정, 주미리가 목동면에 편입되었다.
- 1942년 : 목동면에서 이인면으로 개칭하였다.
- 1983년 : 주미리, 봉정리, 태봉리, 오곡리 4개리가 공주읍에 편입되고, 탄천면의 복룡리, 반송리, 이곡리, 운암리 4개리가 이인면에 편입되었다.
- 1987년 : 검상리가 공주시로 편입되고, 탄천면 신영리가 이인면에 편입되었다.
- 1995년 : 도농통합 공주시 설치로 공주시에 편입되었다.[2]

## 행정 구역
- 이인리(利仁里): 행정복지센터 소재지.
- 검상리(檢詳里)
- 구암리(九巖里)
- 달산리(達山里)
- 만수리(萬樹里)
- 목동리(木洞里)
- 반송리(盤松里)
- 발양리(發揚里)
- 복룡리(伏龍里)
- 산의리(山儀里)
- 신흥리(新興里)
- 오룡리(五龍里)
- 용성리(龍城里)
- 운암리(雲巖里)
- 이곡리(梨谷里)
- 주봉리(朱峰里)
- 초봉리(草鳳里)

## 교통
- 호남고속선 공주역
- 논산천안고속도로 이인휴게소

## 학교
| 학교명       | 소재지                       | 비고        |
| ------------ | ---------------------------- | ----------- |
| 이인초등학교 | 이인면 은행길 56 (이인리)    |             |
| 복룡초등학교 | 이인면 구부내로 43 (복룡리)  | 2007년 폐교 |
| 주봉초등학교 | 이인면 검바위로 540 (주봉리) | 2017년 폐교 |
| 이인중학교   | 이인면 금광로 12-5 (이인리)  |             |